# Torridincolidae
Los torridincólidos (Torridincolidae) son una familia de coleópteros mixófagos.
Es una familia de coleópteros de hábitos acuáticos. Tienen cuatro esternitos abdominales visibles. Su longitud corporal es menor de 2 mm y sus antenas son robustas y claviformes de 9 segmentos.
Se los ha encontrado en América, África, Madagascar y Japón.

## Géneros
Tiene los siguientes géneros:
- Claudiella
- Delevea
- Iapir
- Incoltorrida
- Satonius
- Torridincola
- Ytu[3][4]